# Jean Antoine Monnet
Jean Antoine Monnet lub Monet (ur. 7 września 1703 w Sabaudii, zm. w 1785 w Paryżu) – francuski dyplomata.

## Życiorys
Był domownikiem Czartoryskich. W styczniu 1764 roku został przez władze francuskie akredytowany jako konsul generalny Królestwa Francji w Warszawie.
Zwycięzcy w elekcji 1764 roku, stronnicy Poniatowskiego, Czartoryscy pozbawili hetmana Branickiego władzy nad wojskiem, czego Austriacy i Francuzi chcieli uniknąć, by zachować wpływy w Rzeczypospolitej. 7 czerwca 1764 de Paulmy oświadczył prymasowi, że wraca do Francji, ponieważ „w Polsce nastąpiło rozdwojenie, a on nie może przebywać w jednej jej części”. Prymas Władysław Aleksander Łubieński, który spodziewał się podobnych słów i któremu poseł rosyjski Herman Karl von Keyserling miał nakazać grać ostro, odpowiedział, że wobec tego nie uważa on już de Paulmy’ego za ambasadora. Skutkiem czego Francuzi zlikwidowali swą placówkę dyplomatyczną w Warszawie. 9 czerwca opuścił ją Paulmy, a 16 lipca Hennin i Monnet.  Na znak solidarności sojuszniczej, Warszawę opuścili także reprezentant Austrii – Florimont-Claude Mercy-Argenteau i Hiszpanii. Później kraje „systemu południowego” zwlekały z uznaniem Poniatowskiego.
Później był agentem polskim w Paryżu.